# Driss Maazouzi
Driss Maazouzi (arabiska: ادريس معزوزي), född den 20 oktober 1969 i Marocko, är en fransk före detta friidrottare som tävlar i medeldistanslöpning. Under början av sin karriär fram till 1997 representerade han Marocko.
Maazouzi deltog vid Olympiska sommarspelen 1996 där han slutade på tionde plats på 1 500 meter. 1997 vann han guld vid Medelhavsspelen på 1 500 meter. Vid VM 1999 var han finalist på 1 500 meter och slutade på en åttonde plats på tiden 3.34,02. Han var även i final vid Olympiska sommarspelen 2000 då han slutade elva. 
Hans första VM-medalj vann han vid VM i Edmonton 2001 då han slutade på en tredje plats på tiden 3.31,54. Än bättre gick det vid VM inomhus 2003 då han blev världsmästare på 1 500 meter på tiden 3.42,59. Hans sista mästerskap blev VM inomhus 2006 då han blev utslagen i försöken.

## Personliga rekord
- 1 500 meter - 3.31,45
- 1 mile - 3.51,79
- 3 000 meter - 7.36,21